# 景劲松
景劲松（1969年11月—），男性，中共党员，河南长垣人，中国河南政治人物。

## 生平
1993年7月，毕业于河南农业大学汽车运用工程专业，同年进入河南省郑州三和汽车服务公司工作。2000年6月加入中国共产党。2001年9月，获得河南农业大学管理科学与工程专业硕士学位。2005年，获得浙江大学管理学院管理科学与工程专业博士学位。毕业后担任洛阳市涧西区副区长。2007年11月，担任河南省洛阳市团委书记。2008年11月，担任河南省体育局副局长。2014年2月，担任中共南阳市委常委。2015年2月，担任南阳市委常委、秘书长。2017年，担任南阳市副市长。2020年10月，任河南省人民政府副秘书长。 